# Sint-Stefanuskerk (Mainz)
De rooms-katholieke parochiekerk Sint-Stefanus in Mainz werd in 990 door aartsbisschop Willigis op de hoogste heuvel van de stad gesticht.
De opdrachtgever was hoogstwaarschijnlijk de keizerlijke weduwe Theophanu. Willigis wilde met de Sint-Stefanuskerk de Gebedsruimte van het rijk scheppen. Daar wijst de keuze van de heilige op: Stefanus (Στέφανος) betekent in het Oudgrieks „krans“ of „kroon“ („de stadskroon“ of „de rijkskroon“).
De gotische kerk is vooral bekend wegens de moderne gebrandschilderde ramen van de Franse kunstenaar Marc Chagall.

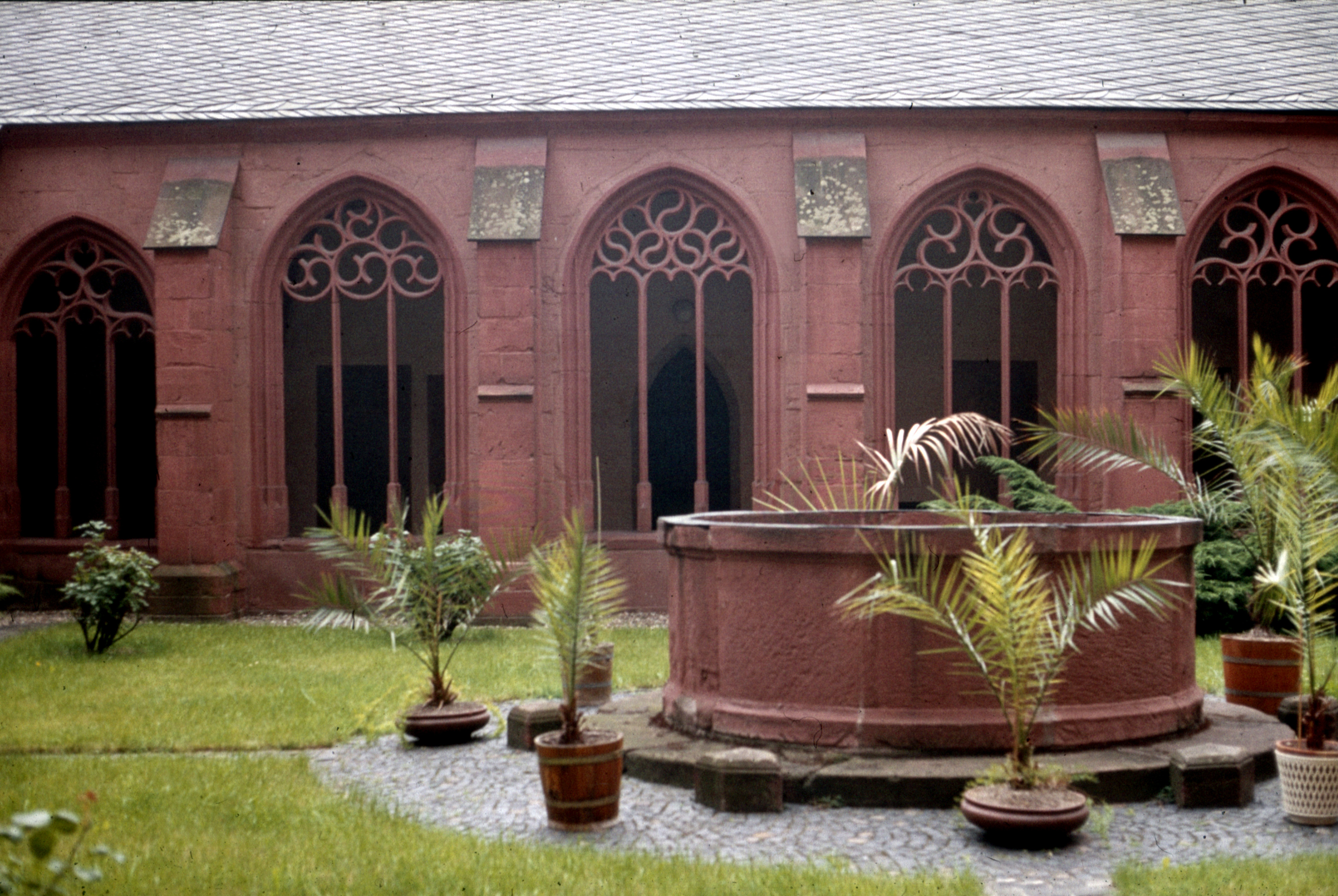
Klooster